# Hutchinson-Trias
Die Hutchinson-Trias (altgriechisch: triás = Dreiheit, Trio) ist ein nach Jonathan Hutchinson benannter Komplex aus drei Symptomen, die häufig zusammen bei der angeborenen Syphilis (Lues connata) vorkommen. Dazu gehören Innenohrschwerhörigkeit, Hornhautentzündung (Keratitis parenchymatosa) sowie Tonnenzähne. Bei Letzteren handelt es sich um eine tonnenförmige Deformation der Schneidezähne (Dentes incisivi). Zusätzlich kann es auch zu Fehlbildungen der Mahlzähne (Dentes molares) kommen.